# 克拉姆斯科納斯 (紐約州)
克拉姆斯科納斯（英語：Clums Corners）是位於美國紐約州倫塞勒縣的非建制地區。

## 地理
克拉姆斯科納斯所處的海拔為高於海平面153米（即502英呎），而該地所採用的時區為UTC-5，即北美东部时区（EST）。同時該地設有夏令時間，為UTC-5調快一小時，即UTC-4（EDT）。